# Dietrich-Eckart-Preis
Der Dietrich-Eckart-Preis war ein Literaturpreis a, den die Stadt Hamburg, zunächst noch ihr Senat, von 1933 bis 1943 vergab. Er sollte ursprünglich den Lessing-Preis ersetzen. Stattdessen wurde die Dotierung des Lessing-Preises von 15.000 auf 5.000 RM herabgesetzt und der Dietrich-Eckart-Preis mit dem gleichen Betrag verbunden, der auch an zwei Gewinner zu gleichen Teilen vergeben werden konnte.
Die Auszeichnung wurde benannt nach dem Publizisten und Verleger Dietrich Eckart, der als antisemitischer Ideologe und früher Anhänger des Nationalsozialismus Mentor und Ideengeber Adolf Hitlers war.

## Unterschied zum Lessing-Preis
„Der Lessing-Preis bleibt … ein ausschließlich nach künstlerischen Gesichtspunkten zu bewertender Preis, während der Dietrich-Eckart-Preis vor allem für literarisch-propagandistische Leistungen im Sinne der Idee des Nationalsozialismus gedacht ist. Selbstverständlich soll auch er nur verliehen werden, wenn eine wirklich künstlerische Leistung vorliegt. Diese muß aber immer mit nationalsozialistischer Gesinnung verbunden sein.“

## Preisträger
- 1933: Sigmund Graff, Schriftsteller und Dramatiker; Carl Ernst Hintze, mit Graff Autor des Schauspiels Die endlose Straße
- 1934: Alfred Karrasch, Schriftsteller und Redakteur; Heinrich Anacker, schweizerisch-deutscher Schriftsteller
- 1935: Edwin Erich Dwinger, Schriftsteller; Thomas Westerich, völkischer Autor und Kulturpolitiker
- 1936: Walter Groß, Arzt, Autor und nationalsozialistischer Politiker
- 1937: Hermann Okraß, Journalist und Zeitungsredakteur; Andreas Heusler, Schweizer Germanist und Skandinavist
- 1938–1940: nicht verliehen
- 1941: Adolf Bartels, Schriftsteller, Journalist, Literaturhistoriker und Kulturpolitiker; Hans Baumann, Lyriker, Komponist, Volksschullehrer und nationalsozialistischer Funktionär
- 1942: nicht verliehen
- 1943: Friedrich Wilhelm Hymmen, Schriftsteller und Redakteur; Bruno Karberg, Grafiker und Maler